# Karl Nygren-Kloster
Karl August Nygren, senare Nygren-Kloster, född 27 juni 1876 i Aringsås församling, Kronobergs län, Småland, död 23 maj 1954 i Hedvig Eleonora församling, Stockholms stad, Uppland, var en svensk tal- och sångpedagog, författare och grundare av Klosters röstskola i Benestad, Alvesta kommun.

## Biografi
År 1895 påbörjade Nygren sin utbildning i orgelklassen vid Musikkonservatoriet i Stockholm och examinerades där till musikdirektör. Efter fortsatt utbildning till röstpedagog öppnade han ett sånginstitut i Stockholm. Under åren 1916-1926 tjänstgjorde han även som röstvårdslärare vid Dramatiska teaterns elevskola.
Vid sjön Salen i sin barndomstrakt Alvesta byggde Karl Nygren-Kloster 1914 en fantasifull fyravånings träbyggnad, som kom att inrymma hans livsverk, Klosters röstskola, där många av landets sångare och skådespelare grundlagt eller utvecklat sitt kunnande. Det var sannolikt i detta sammanhang han ändrade sitt efternamn till Nygren-Kloster. Han medverkade även som skådespelare i Edvard Persson-filmen När seklet var ungt i rollen som Mats.
År 1942 tog övertogs verksamheten av brorsönerna Åke, Bertil och Olle Nygren, vilka bedrev den i samma byggnad fram till 1 april 1952, då allt brann ner till följd av ett pyromandåd. Röstskolan levde dock vidare i andra lokaler och former fram till slutet av 1990-talet.
Klosterområdet, som är beläget på Benestadåsen med utsikt över sjön Salen, har länge varit ett populärt utflyktsmål. I början av 2007 presenterades i Alvesta kommunfullmäktige byggnadsplaner för området, där man dock avsåg att undanta delen närmast sjön.

### Artiklar
- Stig Tornehed, "Kloster: en röstskola i minnen och i tiden", Musikrevy s. 216-219 , 1991, ISSN 0027-4844
- Mimers brunn 1 januari 2006, "'Till sångens gud': Karl Nygren-Kloster och hans röstskola i Alvesta"
- Birgitta Ristare, "Bland tomtar och troll", I Värend och Sunnerbo, s. 18-19, 2010
- ”Vad ska hända med gamla röstskolan Kloster?”. Lokaltidningen Alvesta. 19 september 2011. Arkiverad från originalet den 27 mars 2014. http://archive.is/2014.03.27-150158/http://alvesta.lokaltidningen.se/vad-ska-h%C3%A4nda-med-gamla-r%C3%B6stskolan-kloster-/20110919/artikler/709229970/.
- ”Stenålder i Klosterområdet”. Arkiverad från originalet den 12 juni 2016. https://web.archive.org/web/20160612171425/http://www.platsr.se/platsr/visa/plats/id/445. Läst 25 september 2014.